# Yamaguchi
Yamaguchi (veraltet auch: Jamagutschi; japanisch 山口市 Yamaguchi-shi, deutsch ‚[kreisfreie] Stadt Yamaguchi‘, englisch Yamaguchi City/City of Yamaguchi/Yamaguchi, Yamaguchi) ist eine Großstadt und Hauptstadt der japanischen Präfektur (-ken) Yamaguchi auf der Hauptinsel Honshū. Ihr Stadtgebiet reicht im 21. Jahrhundert im Süden bis zur Küste der Seto-Inlandsee, im Norden bis zur Präfekturgrenze zu Shimane im Chūgoku-Gebirge.

## Geographie
Yamaguchi liegt am Fluss Fushino im äußersten Südwesten von Honshū.

## Geschichte
Die Siedlung wurde im Jahr 1360 vom Fürsten Ōuchi nach dem Muster von Heian-kyō (Kyōto), der ehemaligen Hauptstadt von Japan, angelegt. Daher wird Yamaguchi auch Kyōto des Westens genannt. Um 1550 gründete Franz Xaver in Yamaguchi die erste christliche Gemeinde Japans. 
Im Jahre 1863 zog die Verwaltung des Lehens (han) Chōshū nach Yamaguchi um, das seitdem auch als Lehen Yamaguchi bekannt war. Die kreisfreie Stadt (shi) Yamaguchi entstand am 10. April 1929 durch den Zusammenschluss der bisherigen Stadt (machi) Yamaguchi im Landkreis Yoshiki mit dem Dorf Yoshiki. 1944 wurden neun weitere Gemeinden aus dem Landkreis eingemeindet, von denen zwei, Ajisu und Ogōri, nach dem Pazifikkrieg zunächst wieder eigenständig wurden. Weitere Eingemeindungen erfolgten 1956 und 1963 sowie eine größere 2005, als Ajisu, Ogōri und zwei weitere Gemeinden eingegliedert wurden. Am 16. Januar 2010 wurde Atō eingemeindet.

## Verkehr
- Straße:
  - Chūgoku-Autobahn
  - San'yō-Autobahn
  - Nationalstraße 2, nach Osaka oder Kitakyūshū
  - Nationalstraße 9, nach Kyōto oder Shimonoseki
- Zug:
  - JR San’yō-Shinkansen, nach Tokio, Kyōto, Osaka und Hakata
  - JR San’yō-Hauptlinie, nach Kōbe oder Shimonoseki
  - JR Yamaguchi-Linie
  - JR Ube-Linie

## Wirtschaft
Wirtschaftlich bedeutend ist vor allem die Elektroindustrie.

## Bildung

### Universitäten und Colleges
Im Jahr 1949 wurde die Universität Yamaguchi und 1996 die Präfekturuniversität Yamaguchi gegründet, die aus der Frauenuniversität Yamaguchi hervorging.

## Städtepartnerschaften
- Pamplona, seit 1980
- Jinan, seit 1985
- Gongju, seit 1993
- Zouping, seit 1995
- Changwon, seit 2009

## Söhne und Töchter der Stadt
- Ōuchi Yoshitaka (1507–1551), Kriegsherr der Sengoku-Zeit
- Ōmura Masujirō (1824–1869), Militärführer
- Kaoru Inoue (1836–1915), Politiker
- Arichi Shinanojō (1843–1919), Seeoffizier der Kaiserlich Japanischen Marine
- Terauchi Masatake (1852–1919), 18. Premierminister von Japan
- Egi Tasuku (1873–1932), Politiker
- Aikawa Yoshisuke (1880–1967), Unternehmer und Politiker
- Sugi Michisuke (1884–1964), Unternehmer und Wirtschaftsorganisator
- Kishi Nobusuke (1896–1987), 56. und 57. Premierminister von Japan
- Nakahara Chūya (1907–1937), Lyriker
- Misako Kanō, Jazzpianistin
- Ryūji Sueoka (* 1979), Fußballspieler
- Shōhei Ōno (* 1992), Judoka
- Kasumi Ishikawa (* 1993), Tischtennisspielerin
- Yūki Kikumoto (* 1993), Fußballspieler
- Yūya Kubo (* 1993), Fußballspieler
- Taiga Kawamoto (* 2006), Fußballspieler

## Angrenzende Städte und Gemeinden

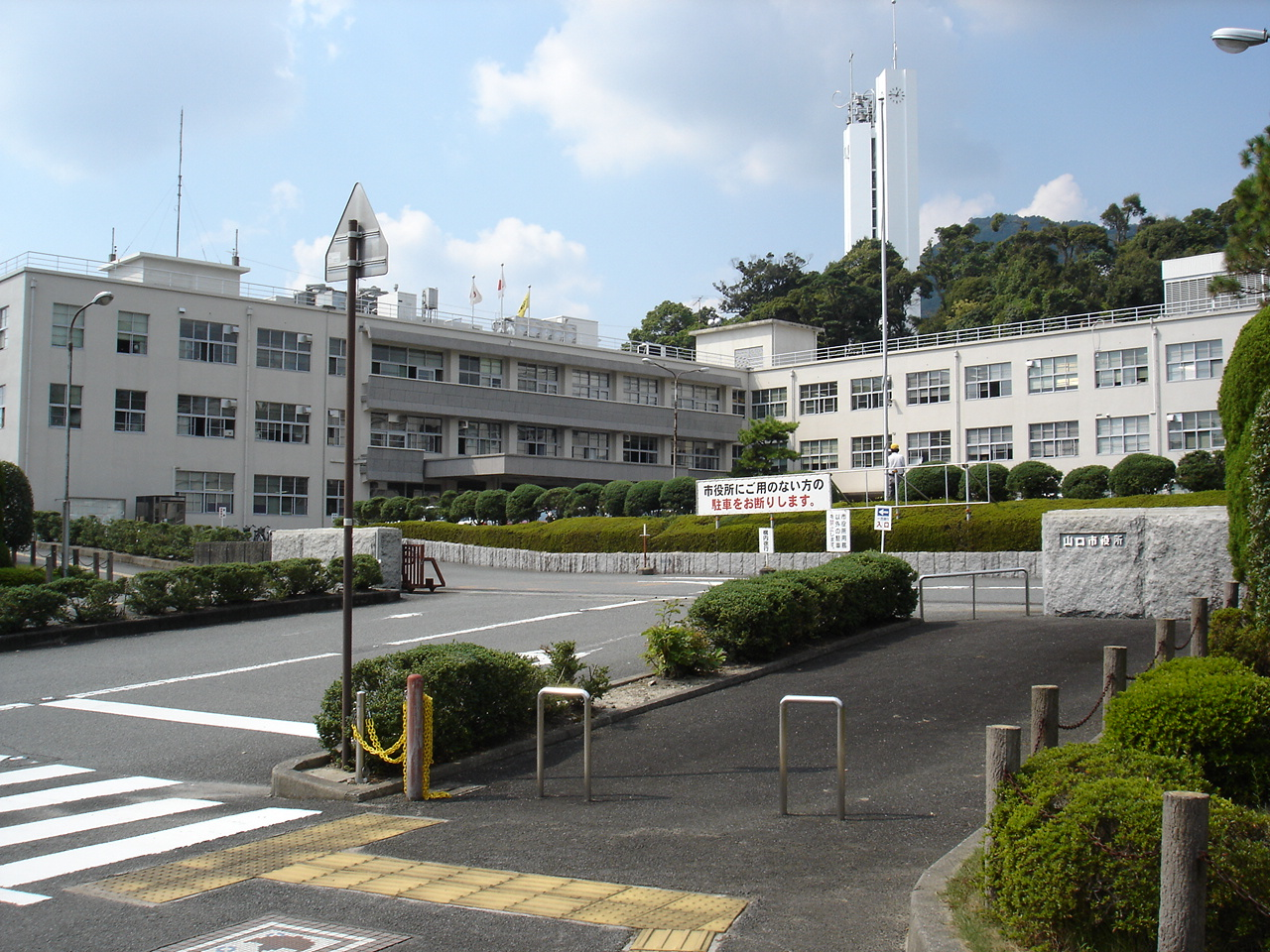
Rathaus von Yamaguchi

- Präfektur Yamaguchi
  - Ube
  - Hagi
  - Mine
  - Hōfu
  - Shūnan
- Präfektur Shimane
  - Yoshika
  - Tsuwano